# Miss E ...So Addictive
Miss E… So Addictive es el tercer álbum de estudio de la rapera estadounidense Missy "Misdemeanor" Elliott, lanzado por los sellos The Goldmind Inc. y Elektra Records el 15 de mayo de 2001 en los Estados Unidos. Tuvo cuatro sencillos: «One Minute Man», con Ludacris y Trina (esta última solo en el remix), «Get Ur Freak On», «4 My People», con Eve, y «Take Away», con Ginuwine y Kameelah Williams. 

## Lista de canciones
1. «...So Addictive (Intro)» (con Charlene "Tweet" Keys)- 0:54
2. «Dog in Heat» (con Method Man & Redman)- 5:01
3. «One Minute Man» (con Ludacris)- 4:35
4. «Lick Shots»- 3:32
5. «Get Ur Freak On»- 3:56
6. «Scream a.k.a. Itchin'»- 3:57
7. «Old School Joint»- 4:00
contiene un sample de «Pop It» de One Way
8. «Take Away» (con Ginuwine & Kameelah Williams)- 4:58
9. «4 My People» (con Eve)- 4:48
10. «Bus-a-Bus Interlude» (con Busta Rhymes)- 1:10
11. «Whatcha Gon' Do» (con Timbaland)- 3:14
12. «Step Off»- 3:58
13. «X-Tasy»- 3:35
14. «Slap! Slap! Slap!» (con Da Brat & Ms. Jade)- 4:05
15. «I've Changed (Interlude)» (con Lil' Mo)- 1:05
16. «One Minute Man (Remix)» (con Jay-Z)- 4:35

Bonus Tracks lanzados internacionalmente en 2002
1. «4 My People» (Basement Jaxx Remix)
2. «Higher Ground (Prelude)» (con Tweet)
3. «Higher Ground» (con Karen Clark Sheard, Yolanda Adams, Kim Burrell, Dorinda Clark Cole, Mary Mary & Tweet)

Bonus Tracks lanzados en Japón
1. «Get Ur Freak On» (Bastone & Bernstein Club Mix)
2. «Higher Ground (Prelude)»
3. «Higher Ground»

## Temas alternativos
- «Get Ur Freak On (Remix)» (con Nelly Furtado)
- «One Minute Man» (con Ludacris & Trina)
- «Take Away» (con Ginuwine & Tweet)

## Recepción
De acuerdo con Metacritic, el disco obtuvo una calificación de 89/100, indicando que fue una «aclamación universal», basado en 16 reseñas. Además, en su lista apareció en el puesto 31 de los mejores álbumes criticados.

## Posicionamiento en listas

### Weekly charts
| Lista (2001)                          | Mejor posición |
| ------------------------------------- | -------------- |
| Austria (Ö3 Austria)                  | 3              |
| Bélgica (Ultratop flamenca)           | 1              |
| Bélgica (Ultratop valona)             | 1              |
| Países Bajos (Album Top 100)          | 1              |
| Francia (SNEP)                        | 1              |
| Alemania (Offizielle Top 100)         | 5              |
| Nueva Zelanda (Recorded Music NZ)     | 21             |
| Noruega (VG-lista)                    | 1              |
| Suecia (Sverigetopplistan)            | 3              |
| Suiza (Schweizer Hitparade)           | 5              |
| Reino Unido (UK Albums Chart)         | 10             |
| Estados Unidos Billboard 200          | 2              |
| Estados Unidos Top R&B/Hip Hop Albums | 1              |
| Lista (2015)                          | Mejor posición |
| Estados Unidos Billboard 200          | 10             |